# Geordan Dupire
Geordan Dupire, né le 28 septembre 1993 à Valenciennes en France, est un footballeur international malgache qui joue au poste de gardien de but au FC Swift Hesperange.

## Biographie

### FC Lorient (2010-2012)
Formé au sein du club, le joueur commence sa carrière dans l'équipe réserve du FC Lorient.

### RAEC Mons (2012-2014)
En 2012, âgé de 19 ans, il rejoint le RAEC Mons en Belgique, libre de tout contrat. Il signe un contrat de deux ans avec deux années supplémentaires.
À l'issue des deux premières années de son contrat, le joueur n'aura joué aucun match sous les couleurs du club.

### UR Namur (2014-2015)
En 2014, il rejoint l'UR Namur.

### US Boulogne (2015-2016)
Après cinq ans en Belgique, le joueur retourne dans son pays natal et rejoint l'US Boulogne.

### RE Virton (2016-2021)
Remplaçant du côté de l'US Boulogne, le joueur retourne en Belgique du côté du RE Virton en juillet 2016.

### US Hostert (2021)
En 2021, après cinq ans au sein du RE Virton, il s'engage avec l'US Hostert, au Luxembourg, pour la fin de saison 2020-2021. 

### FC Swift Hesperange (depuis 2021)
Après une demi-saison avec l'US Hostert, le joueur signe un contrat avec le FC Swift Hesperange, club de BGL Ligue.
À l'issue de la saison 2022-2023, le joueur remporte le championnat de BGL Ligue pour la première fois de sa carrière.

## Palmarès
| FC Swift Hesperange (1) :                                                                         |
| ------------------------------------------------------------------------------------------------- |
| - BGL Ligue (1) - Champion : 2023 - Vice-champion : 2024 - Coupe du Luxembourg - Finaliste : 2024 |